# Carouge loriot
Gymnomystax mexicanus
Pour les articles homonymes, voir loriot.
Genre
Espèce
Statut de conservation UICN

 LC  : Préoccupation mineure
Répartition géographique
Le Carouge loriot (Gymnomystax mexicanus) est une espèce de passereaux de la famille des Icteridae. C'est la seule espèce du genre Gymnomystax.

## Répartition
Cet oiseau peuple la Colombie, le Venezuela, le bassin amazonien (Río Pastaza et Ucayali notamment), l'île de Marajó et le littoral guyanais.

## Habitat
Il habite les zones humides tropicales et subtropicales: forêts, broussailles, prairies ainsi que les zones inondables.